# Greater Than Love (film, 1919)
Ne pas confondre avec le film de Fred Niblo sorti en 1921.
Pour plus de détails, voir Fiche technique et Distribution.
Greater Than Love est un film muet américain réalisé par John M. Stahl et sorti en 1919.

## Fiche technique
- Titre : Greater Than Love
- Réalisation : John M. Stahl
- Scénario : Paul Bern, d'après une nouvelle de Robert F. Roden
- Date de sortie :
  - États-Unis : 1919

## Distribution
- Mollie King : Grace